# Déjà Vu (Six Flags Over Georgia)
Pour les articles homonymes, voir Déjà vu (homonymie).
Déjà Vu étaient des montagnes russes navette inversées du parc Six Flags Over Georgia, aux États-Unis. À la fin de la saison 2007, l'attraction a été démontée et transportée à Mirabilandia au Brésil sous le nom de Sky Mountain en 2009, mais n'a toujours pas été construite.

## Le circuit

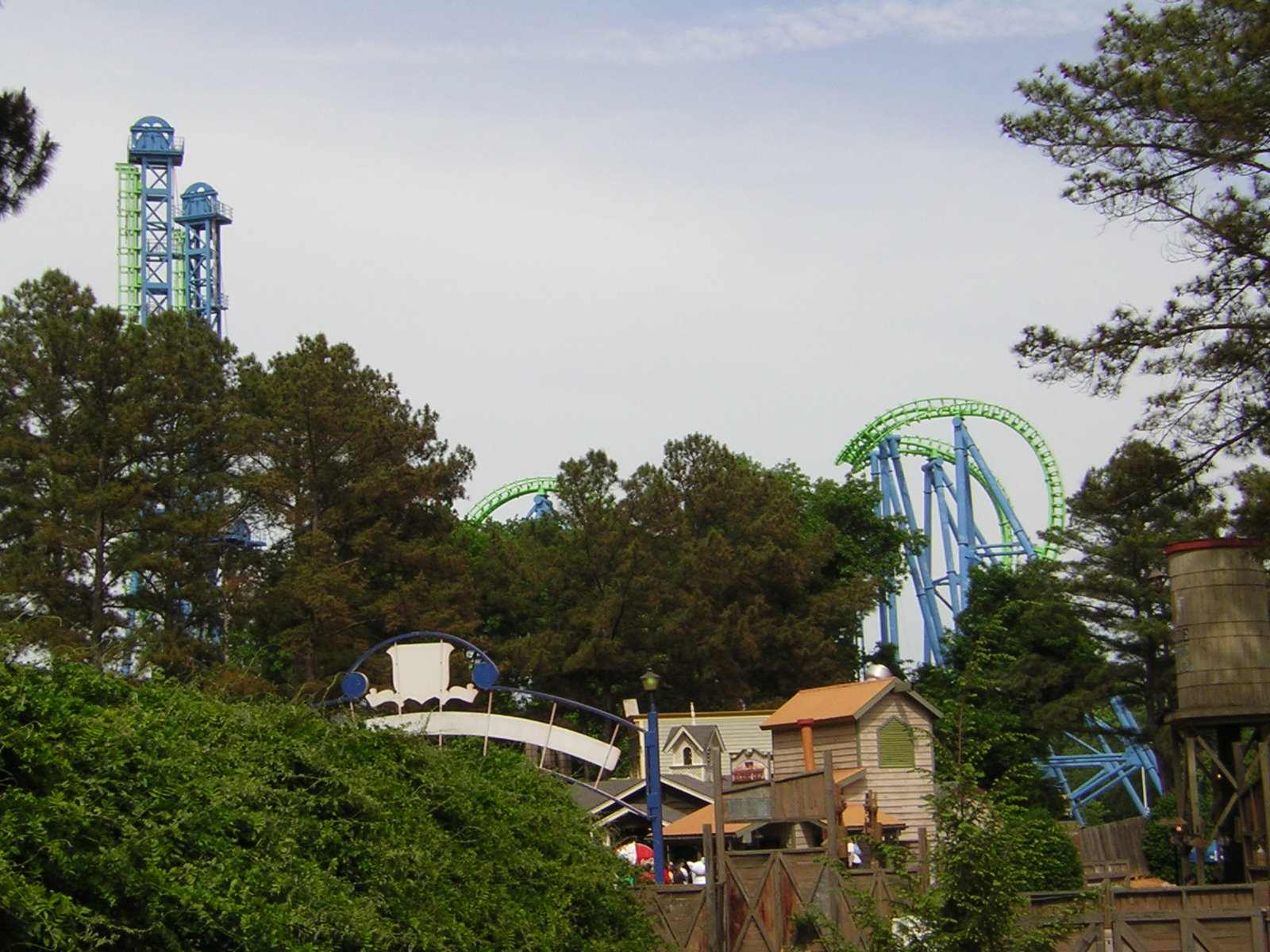
Vue d'ensemble.

Il s'agit du modèle Giant Inverted Boomerang, une version évoluée du modèle Boomerang du même constructeur. Il présente les mêmes figures que ce dernier mais sur une voie inversée, un parcours plus ample et dont les extrémités sont verticales.

## Statistiques
- Trains : Un seul train de 8 wagons. Les passagers sont placés par 4 sur une rangés pour un total de 32 passagers par train.
- Taille maximale : 1,93 m

### Attractions de ce type
Vekoma a construit six Giant Inverted Boomerang :
- Déjà Vu à Six Flags Magic Mountain, ouvert le 25 août 2001 et délocalisé en 2012 à Six Flags New England sous le nom Goliath
- Déjà Vu à Six Flags Over Georgia, ouvert le 1er septembre 2001, démonté en 2007, en attente d'un nouvel acquéreur.
- Déjà Vu à Six Flags Great America, ouvert du 7 octobre 2001 au 28 octobre 2007, revendu à Silverwood Theme Park et rouvert le 21 juillet 2008 sous le nom Aftershock.
- Stunt Fall à Parque Warner Madrid, ouvert le 24 juillet 2002.
- Mountain Peak à Jin Jiang Action Park, ouvert en 2011.
- Quantum Leap à Sochi Park Adventureland, ouvert en 2014.